# Noma (Flórida)
Noma é uma vila localizada no estado americano da Flórida, no condado de Holmes. Foi incorporada em 1977.

## Geografia
De acordo com o United States Census Bureau, a vila tem uma área de 2,8 km², onde 2,7 km² estão cobertos por terra e 0,1 km² por água.

### Localidades na vizinhança
O diagrama seguinte representa as localidades num raio de 24 km ao redor de Noma.

## Demografia
Segundo o censo nacional de 2010, a sua população é de 211 habitantes e sua densidade populacional é de 78,3 hab/km². É a localidade menos populosa do condado de Holmes. Possui 96 residências, que resulta em uma densidade de 35,6 residências/km².